# Adair Village
Adair Village é uma cidade localizada no estado norte-americano de Oregon, no Condado de Benton.

## Demografia
Segundo o censo norte-americano de 2000, a sua população era de 536 habitantes.
Em 2006, foi estimada uma população de 548, um aumento de 12 (2.2%).

## Geografia
De acordo com o United States Census Bureau, a vila tem uma área de 0,6 km², completamente cobertos por terra.

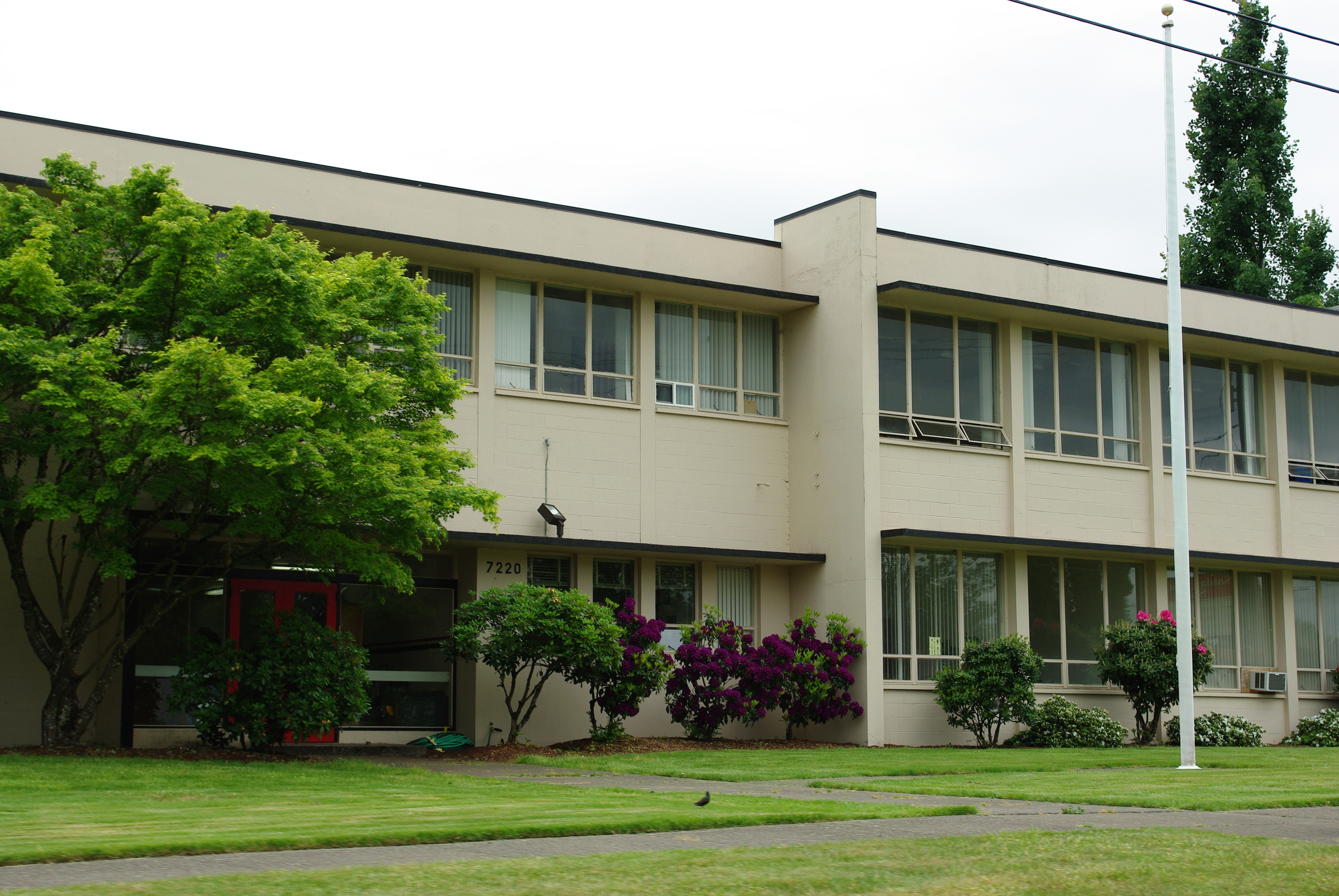
Escola Santiam Christian, em Adair Village

## Localidades na vizinhança
O diagrama seguinte representa as localidades num raio de 20 km ao redor de Adair Village.